# Eucalyptus gundal
Espèce
Parent  A  de l'hybridation 
  Eucalyptus gunnii 
×

Parent B de l'hybridation 
  Eucalyptus dalrympleana 
Eucalyptus gundal est une espèce de plantes à fleurs de la famille des Myrtaceae. C'est un arbre sempervirent. Il s’agit d’un hybride naturel de deux espèces tasmaniennes, Eucalyptus gunnii et Eucalyptus dalrympleana (le nom d’espèce est la contraction de la première syllabe de gunnii et dalrympleana). Il est cultivé en France depuis les années 70 dans le but de produire du bois de trituration.

## Caractères biologiques
En contexte européen, E. gundal peut atteindre 35 ou 40 m de hauteur. Il est toutefois principalement conduit en taillis à courte rotation (TCR) de 10 ans, et ne dépasse alors pas les 25 m. Comme tout eucalyptus, il est sensible à la chlorose sur sol calcaire et au gel, aussi n’est-il introduit qu’en contexte océanique dans la moitié sud de la France, en-dessous de 400 m d’altitude.

### Caractères descriptifs
Voir l'article Feuille pour une explication des termes utilisés dans cette partie.

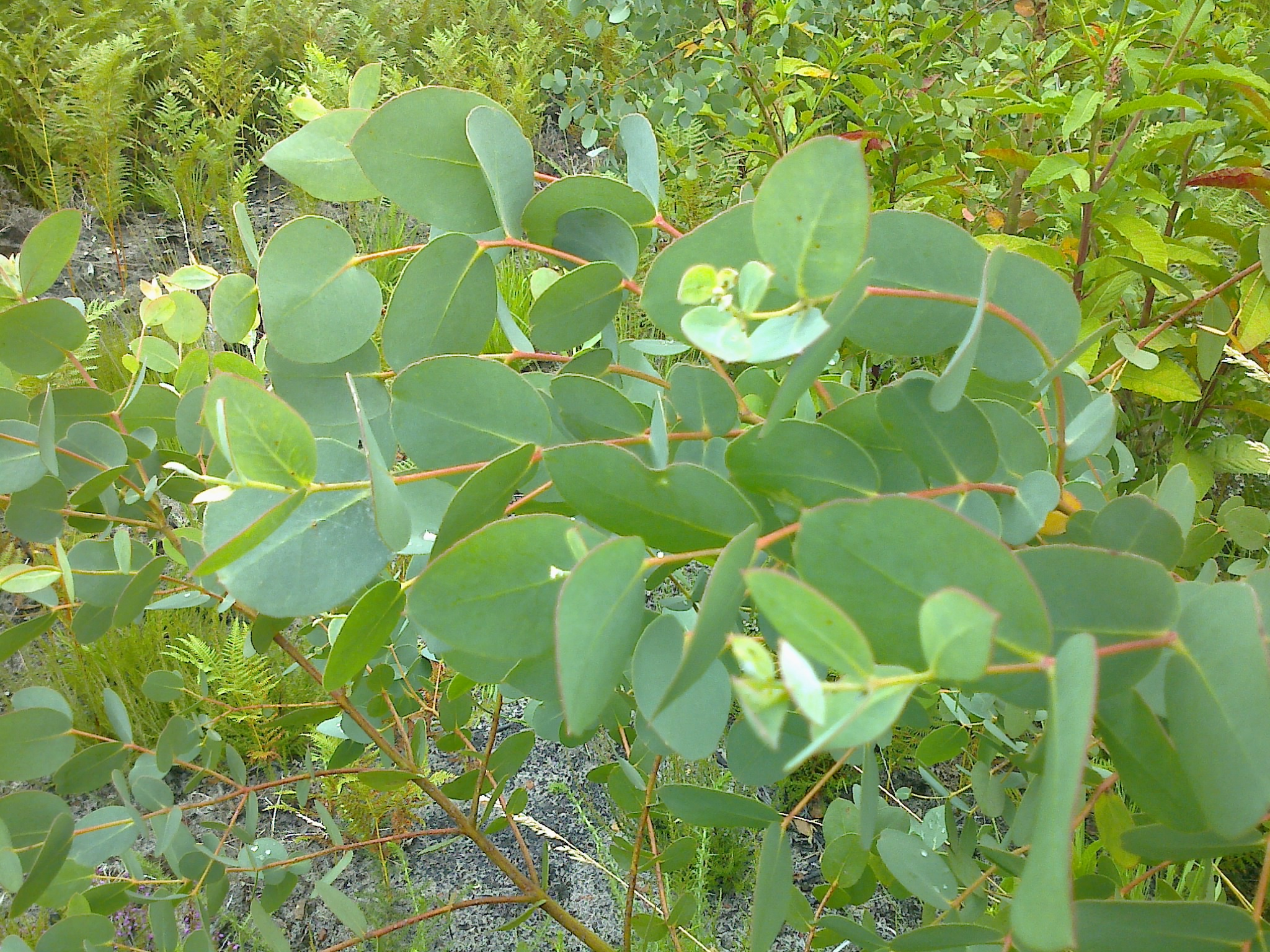
Feuilles juvéniles d’E. gundal.

L’écorce de E. gundal est lisse sur toute la longueur du tronc, légèrement crevassée au pied, et présente une couleur blanche à saumonée. Les rameaux sont vert à rouge. Les feuilles juvéniles sont ovales ou faiblement lancéolées, vertes et à insertion opposées. Les feuilles matures sont lancéolées et d’un vert plus foncé ; elle mesurent entre 10 et 14 cm de long pour 1,5 à 3 cm de large, et sont insérées de manière alternée. Les bourgeons, de 10 à 12 mm de long pour 4 à 5 mm de large, sont ovoïdes à coniques. L’inflorescence en cyme comporte généralement trois fleurs de couleur blanche. Les fruits ligneux sont hémisphériques ou ovoïdes et mesurent entre 10 et 12 mm de long et 7 mm de large ; leurs graines sont noires et sont longues de 1 ou 2 mm.

### Données autécologiques
E. gundal tel qu’il est présent en France est issu des travaux de sélection de l’AFOCEL-FCBA entamés dans les années 70, et emprunte des caractères aux deux espèces gunnii et dalrympleana. Ces derniers ont été choisis pour leur résistance au froid élevée pour des eucalyptus (il s’agit de deux espèces « montagnardes »). Eucalyptus gunnii est particulièrement résistant au gel (jusqu’à −18 °C), mais l’hybridation avec E. dalrympleana est intéressante pour la forme et la rapidité de croissance.
E. gundal prospère sur des sols acides, de pH préférentiellement compris entre 4,5 et 7,5, mais il peut se développer sur des sols basiques (pH 8 et plus) si l’apport en eau est suffisant. Il est toutefois sensible à la chlorose, surtout en présence de calcaire actif. Il préfère les textures filtrante, notamment sableuses, mais ce caractère n’est pas prépondérant. Il a peu d’exigence en revanche quant à la richesse chimique du sol, se contentant même de stations pauvres. Il peut supporter un engorgement temporaire du sol, ou au contraire une sécheresse marquée ; sa productivité reste toutefois proportionnelle à la disponibilité en eau. E. gundal supporte les froids jusqu’à −12 °C une fois ses premières années passées.

### Répartition
Bien qu’il soit considéré comme résistant au gel, celui-ci est tout de même le facteur limitant son aire de répartition : E. gundal est peu ou pas planté au nord de Bordeaux, ni au-dessus de 400 m au-dessus du niveau de la mer. Les régions où il est le plus utilisé sont les landes de Gascogne et leur pourtour ainsi que l’ouest du Languedoc-Roussillon, notamment l’Aude.
En-dehors de France, E. gundal est relativement peu utilisé, bien que l’on puisse le trouver en plantation en Galice ou au Portugal.

## Culture
E. gundal a commencé à être étudié par l’AFOCEL, avec pour objectif quasiment unique la production de biomasse. Depuis, ses promesses de production élevée ont intéressé d’autres acteurs, tels que la Caisse des dépôts et consignations. Étant donné l’objectif de production et sa capacité à rejeter facilement, la conduite sylvicole retenue pour E. gundal est majoritairement le taillis à courte rotation (TCR), voire à très courte rotation (TTCR). Les clones les plus utilisés sont les 121, 208 et 645 de l’AFOCEL-FCBA.
En TCR, la durée de rotation généralement employée est de 7 à 10 ans avec une densité de plantation initiale de 1 250 tiges par hectare, puis de 3000 à 4 000 tiges par hectare après recépage. On considère qu’une rotation de 10 ans produit 200 à 250 m3 par hectare, soit une productivité de 20 à 25 m3 par hectare et par an. Toutefois, la pérennité de ce système n’est plus assuré au-delà de 35 ans, du fait de l’appauvrissement des sols,.
Moins de données sont disponibles concernant le TTCR, mais il est considéré qu’une durée de rotation de deux à quatre ans avec une densité de plantation initiale de 5 000 tiges par hectare serait l’optimum économique, avec une productivité pouvant atteindre 35 m3 par hectare et par an. En revanche, la pérennité du système n’excèderait pas 25 ans.
L’un des avantages de la forte croissance d’E. gundal est qu’en cas de forte mortalité due au gel (qui reste une faiblesse de l’eucalyptus), les arbres sont généralement suffisamment âgés pour être exploités, avec seulement un manque à gagner acceptable.

## Utilisation
Le bois produit par les taillis d’E. gundal est quasiment exclusivement destiné à la trituration, principalement pour la pâte à papier, et plus récemment à la filière bois-énergie via la production de plaquette forestière. Le prix reste modeste (il était autour de 15 € la tonne brute écorcée en 2003), mais sa forte productivité peut en faire malgré tout une essence de production intéressante.